# Sal Mineo
Salvatore Mineo, Jr. (født 10. januar 1939, død 12. februar 1976) var en amerikansk film- og teaterskuespiller, kendt for sine roller som John "Plato" Crawford over for James Dean i filmen Vildt blod (1955 ). Han blev to gange nomineret til en Oscar for bedste mandlige birolle, for sine roller i Vildt blod og Exodus (1960).